# Kendall (Wisconsin)
Pour les articles homonymes, voir Kendall.
Kendall est un village américain situé dans le comté de Monroe dans l’État du Wisconsin.

## Traduction
- (en) Cet article est partiellement ou en totalité issu de l’article de Wikipédia en anglais intitulé « Kendall, Wisconsin » (voir la liste des auteurs).